# つゆダク
『つゆダク』は、朔ユキ蔵による日本の漫画である。『ビッグコミックスピリッツ』（小学館）にて、2002年17号から2004年53号まで連載。単行本は全10巻（小学館ビッグスピリッツコミックス）。

## あらすじ
オナニーとアイドルが大好きな大学生・露崎卓郎は、お台場TV・特別技術職に就職する。この仕事は、アイドルや女優、女子アナとの接待セックス。まさに、夢のような仕事だと思われていたが、万一業務中に射精したら、パイプカットして解雇という過酷なものだった!

## 登場人物
露崎卓郎
本作の主人公。21歳。四流大学卒だが、強靭な精力を見込まれて、お台場TV・特別技術職に就職する。オナニーとアイドルが大好きだが、何故かセックスでは、イカない。
柴田礼子
お台場TV人事部長。33歳。芸能人に負けない程の美女。有能だが、厳しい性格。
日和田祐介
お台場TV特別局局長兼エグゼクティブプロデューサー。実は、伝説の初代特別技術職だったが、赤玉が出来たことから退任した。

## 書誌情報
- 朔ユキ蔵 『つゆダク』 小学館〈ビッグコミックス〉、全10巻
  1. 2002年8月30日発売、ISBN 4-09-186541-0
  2. 2002年11月30日発売、ISBN 4-09-186542-9
  3. 2003年3月29日発売、ISBN 4-09-186543-7
  4. 2003年6月30日発売、ISBN 4-09-186544-5
  5. 2003年9月30日発売、ISBN 4-09-186545-3
  6. 2004年2月28日発売、ISBN 4-09-186546-1
  7. 2004年3月30日発売、ISBN 4-09-186547-X
  8. 2004年6月30日発売、ISBN 4-09-186548-8
  9. 2004年10月29日発売、ISBN 4-09-186549-6
  10. 2005年1月28日発売、ISBN 4-09-186550-X